# West Indies Cricket Team in Neuseeland in der Saison 1968/69
Die Tour der West Indies Cricket Teams nach Neuseeland in der Saison 1968/69 fand vom 27. Februar bis zum 17. März 1969 statt. Die internationale Cricket-Tour war Bestandteil der Internationalen Cricket-Saison 1968/69 und umfasste drei Tests. Die Serie endete 0–0 unentschieden.

## Vorgeschichte
Die West Indies bestritten zuvor eine Tour in Australien, für Neuseeland war es die erste Tour der Saison.
Das letzte Aufeinandertreffen der beiden Mannschaften bei einer Tour fand in der Saison 1955/56 in Neuseeland statt.

## Stadien
Die folgenden Stadien wurden für die Tour als Austragungsort vorgesehen.
| Stadion        | Stadt        | Kapazität | Spiele  |
| -------------- | ------------ | --------- | ------- |
| Eden Park      | Auckland     | 50.000    | 1. Test |
| Lancaster Park | Christchurch | 38.628    | 3. Test |
| Basin Reserve  | Wellington   | 11.000    | 2. Test |

## Kaderlisten
Die Mannschaften benannten die folgenden Kader.
| Test | Test |
| Neuseeland | West Indies |
| --- | --- |
| - Graham Dowling (K) - Mark Burgess - Bevan Congdon - Bob Cunis - Brian Hastings - Barry Milburn (wk) - Ross Morgan - Dick Motz - Vic Pollard - Bruce Taylor - Glenn Turner - Bryan Yuile | - Garry Sobers (K) - Basil Butcher - Joey Carew - Prof Edwards - Roy Fredericks - Lance Gibbs - Charlie Griffith - Wes Hall - Jackie Hendriks (wk) - David Holford - Clive Lloyd - Seymour Nurse |

## Tests

### Erster Test in Auckland
| 27. Februar – 3. März Scorecard | Auckland | Neuseeland 323 (73.4) & 297-8 (112.2) | – | West Indies 276 (79.7) & 348-5 (69) |
|                                 |          | West Indies gewinnt mit 5 Wickets     |   |                                     |

Die West Indies gewannen den Münzwurf und entschieden sich als Feldmannschaft zu beginnen.

### Zweiter Test in Wellington
| 7. – 11. März Scorecard | Wellington | West Indies 297 (65.4) & 148 (37.4) | – | Neuseeland 282 (83.7) & 166-4 (48.5) |
|                         |            | Neuseeland gewinnt mit 6 Wickets    |   |                                      |

Neuseeland gewann den Münzwurf und entschied sich als Feldmannschaft zu beginnen.

### Dritter Test in Christchurch
| 13. – 17. März Scorecard | Christchurch | West Indies 417 (101.4) | – | Neuseeland 217 (80.3) & 347-6 (118.4) (f/o) |
|                          |              | Remis                   |   |                                             |

Die West Indies gewannen den Münzwurf und entschieden sich als Schlagmannschaft zu beginnen.